# Chambre syndicale de l’estampe, du dessin et du tableau
La Chambre syndicale de l’estampe, du dessin et du tableau (CSEDT) est un syndicat professionnel international dont le but est de défendre les intérêts des galeries et des experts spécialisés dans le domaine de l'art ancien, moderne et contemporain.

## Historique
La Chambre syndicale de l’estampe, du dessin et du tableau (CSEDT) a été fondée à Paris le 17 juillet 1919,.
En décembre 1921, dans les locaux du Cercle de la librairie, est lancé un organe officiel, la revue L'Amateur d'estampes qui sera publiée jusqu'en 1934.
L'expert et galeriste Georges Mayer fut président de la Chambre syndicale durant les années 1930, secondé par Maurice Le Garrec. En 1937, en accord avec le Comité national de la gravure, la CSEDT entend s'en tenir à une définition stricte de l'estampe originale, à savoir, qu'« une estampe a droit à l'appellation originale à condition qu'elle ait été imprimée sur des planches gravées, dessinées par l'artiste lui-même, à l'exclusion de tout procédé technique, mécanique et photomécanique » et s'efforce depuis lors de codifier les pratiques commerciales.
Les galeristes se sont succédé à la présidence de la Chambre syndicale
- Georges Meyer (1919-1936),
- Maurice Le Garrec (1936-1937),
- Paul Prouté (1937-1945), qui dirigeait la galerie Paul Prouté fondée en 1881,
- Marcel Guiot (1945-1960), galeriste dont la maison Marcel Guiot & Cie fut fondée en 1920[5],
- Pierre Hautot (1960-1969),
- Jean-Claude Romand (1969-1977), qui dirigeait la galerie Sagot - Le Garrec fondée en 1881,
- Robert Guiot (1977-2009),
- Mireille Romand (2009-2017), directrice de la galerie Documents 15[6].

L'actuel président est le directeur et fondateur de la galerie Christian Collin.

## Activité
La Chambre syndicale de l’estampe, du dessin et du tableau organise ou participe à :
- La Semaine des galeries parisiennes de l’estampe et du dessin[7],[8],[9],
- Le Salon international du livre rare, de l'autographe, de l'estampe et du dessin au Grand Palais[10],[11],[12],[13],
- Le Salon international de l’estampe et du dessin[14],[15], anciennement FIEST (Foire internationale de l’estampe) puis SAGA (Salon des arts graphiques)[16],
- Le salon Paris Print Fair[17],[18] dont la première édition s'est tenue du 19 au 22 mai 2022 au réfectoire du couvent des Cordeliers dans le 6e arrondissement de Paris.